# Első lexingtoni ütközet (1861)
Az első lexingtoni ütközet, más néven A kenderbálák csatája, avagy Lexington ostroma az amerikai polgárháború ütközete volt, melyet 1861. szeptember 12 és szeptember 20 között vívtak az Amerikai Egyesült Államok szárazföldi hadserege és a Konföderáció oldalán harcoló Missouri State Guard (Missouri Állami Milícia) vívott Lexingtonban, Lafayette megye székhelyén. A Milícia győzelme bátorítást adott a környék amúgy sem elhanyagolhatóan a déllel szimpatizáló elemeinek, és egy időre megszilárdította a Missouri State Guard ellenőrzését a Missouri folyóvölgy fölött Nyugat-Missouriban.
Az ütközet nem keverendő össze a második lexingtoni ütközettel, melyet 1864. október 19-én vívtak és szintén déli győzelmet hozott.

## Előzmények
A háború előtt Lexington mezőgazdasági jellegű, 4000-et meghaladó lakosságú város volt és Lafayette megye székhelyeként viszonylag fontos, helyi jelentőségű stratégiai célpont Missouri folyó mellett Nyugat-Missouriban. Kötélgyártáshoz használt ipari kendert, dohányt termeltek, szenet bányásztak és marhákat tenyésztettek, melyek a folyón való szállítás révén jutottak el az ország más részeibe. A viszonylag jómódú városban a környékhez hasonlóan sok rabszolga-tulajdonos élt; Lafayette megye lakosságának 31,7%-át képezték a rabszolgák. Emiatt a legtöbb fehér lakos nyíltan szimpatizált a Konföderációval a konfliktus kezdete óta.
Az 1861 júniusában vívott booneville-i ütközetet követően Nathaniel Lyon dandártábornok utasította az Egyesült Államok tartalékhadtestének 5. ezredét, hogy foglalja el Lexingtont. Az ezredet elsősorban st. louis-i németek alkották és résztvevői voltak a Camp Jackson incidensnek. Július 9-én a White Cloud gőzös fedélzetén érkeztek meg Charles G. Stifel ezredes parancsnoksága alatt. Stifel helyettese Robert White alezredes volt, aki a környék lakosságával tartotta a kapcsolatot. Stifel a használaton kívüli szabadkőműves kollégiumban ütötte fel főhadiszállását és katonáival elkezdette körülárkolni és megerődíteni állásait.

### A Routt-incidens
Stiefel őrszemeket küldött ki és folyón átkelésre alkalmas hajókat kutatott fel, hogy részint biztonságba helyezze, részint megsemmisítse őket. Gyűjtöttek 200 hordónyi puskaport, 33 muskétát és 2 hatfontos ágyút a környékről. Az ágyúkat Charles M. Pirner felügyelete alá helyezték. Több helyi Home Guard milicista egységet toboroztak és Frederick W. Beckert tették meg parancsnokukká. Augusztus közepén Stifel ezredének 90 napos szolgálati ideje lejárt, így katonái visszatértek St. Louis-ba. Robert White alezredes ezt megelőzőleg elkezdett helyiekből egy új ezredet és ennek érdekében hetekig járta a vidéket. Ezalatt Becker őrnagy vette át a parancsnokságot.
A déliek oldalán a Clay megyéből származó, öntörvényű Henry Louis Routt ezredes is toborzott a környéken és körülbelül ezer jelentkezőt talált. Routt vezette az áprilisban kézre kerített Liberty Arsenal elfoglalását. Routt számos ismert unionistát letartóztatott, köztük Austin A. King egykori kormányzót is, majd körbevette Becker táborát. Becker visszautasította a fegyverletételre vonatkozó követelésüket és egy éjszaka két uniós milicista, Charles és Gustave Pirner próbát tett a környéken talált mozsarakhoz fabrikált lőszerrel. Az egyik mozsárból három lövést eresztettek Routt táborába, mely nagy riadalmat okozott, de semmiben nem tett kárt. Routtéknak viszont tudomására jutott, hogy Thomas A. Marshall ezredes 1. illinois-i lovasezrede közeledik, ezért visszavonultak. White alezredes augusztus közepén tért vissza és egy időre visszavette a parancsnokságot, míg a lovasság pár nappal később meg nem érkezett. Ekkor folytatta a 14. Home Guard ezred szervezését.

### A cél Nyugat-Missouri
Az 1861. augusztus 10-én a Wilson’s Creek-i ütközetben aratott győzelem után a konföderációs szövetséges Missouri State Guard nagyobb része Sterling Price vezérőrnagy parancsnoksága alatt a Missouri–Kansas határ felé vette az irányt. Kansasből ugyanis Missouri területére lépett a Lane's Kansas Brigade nevű uniós dandár. Szeptember 2-án a Dry Wood Creek-i ütközettel elkergették a kansasieket, akik Fort Scottig vonultak vissza. Price ezután északnak vette az irányt a határ mentén Lexington irányába, hogy a Missouri folyó feletti ellenőrzést elragadja az Uniótól és mindkét parton önkénteseket toborozhasson. Menet közben a Cass megyei Index városában egyesültek Routt ezredes embereivel és más csatlakozókat is maguk közé fogadtak. Szeptember közepére a csatlakozó polgárok 10-12 ezer fősre növelték Price hadseregének létszámát.
A szövetségi erősítések, Everett Peabody ezredes 13. missouri gyalogezrede és Robert T. van Horn őrnagy zászlóalja az Egyesült Államok tartalékhadtestéből szeptember 4-én értek Lexingtonba. John C. Frémont, a nyugati hadszíntér parancsnoka lefoglaltatta a warrensburgi és a lexingtoni Farmers' Bank pénzkészleteit, nehogy az a Missouri State Guarddal együtt visszatérő Claiborne F. Jackson kormányzó kezére kerüljön. Szeptember 7-én Marshall ezredes körülbelül 1 000 000 dollárt vitt el Lexingtonból, míg Peabody egysége Warrensburgbe indult hasonló céllal. Odaérkezve azonban Price katonáival találta magát szemközt, így nagy sietve visszavonult Lexingtonba.
Szeptember 10-én Lexingtonba érkezett James A. Mulligan a 23. illinois-i önkéntes gyalogezred élén, melyet az „Ír brigád” néven emlegettek és Benjamin W. Grover alezredes a 27. Missouri lovas gyalogság egy különítményével. Egy nappal később visszaért a 13. Missouri gyalogezred és van Horn zászlóalja, így Mulligan már 3500 fős egység fölött diszponált. Sietve további erődítési munkálatokat végeztek a szabadkőműves kollégium környékén, kidöntött fákból és földsáncokból próbáltak fedezéket rögtönözni a hálóterem és a tanterem épületei körül. Mulligan feletteseitől további erősítést várt, melyet a Wilson’s Creektől visszavonuló Samuel D. Sturgis őrnagy katonái képeztek, melynek birtokában már tarthatónak tartotta a várost. Az erre vonatkozó, távírón érkezett parancsot azonban egy déli hírszerző lehallgatta és értesítette a Missouri State Guardot. Így Sturgist csapdába csalták és visszavonulásra kényszerítették, mielőtt Lexingtonba érhetett volna.

## Az első összecsapás
Price és milíciája 1861. szeptember 11-én érkezett meg Lexington környékére. Szeptember 12-én kezdődtek az első összeütközések két lenbálák mögé bújó szövetségi század és a milícia előőrse között egy domb mentén, amely Price lovasságának felvonulásának útjában állt. Price néhány mérföldet hátrált a Garrison patakig, bevárta hátrébb vonuló tüzérségét és gyalogságát. Délután folytatta az előrenyomulást, immár egy nyugatabbi útvonalon, lényegében az Independence Road-ot ellenőrzés alá vonva. Mulligan a 13. Missouri gyalogezred négy századát és van Horn tartalékzászlóaljának két századát rendelte ki ennek megállítására. Ezek összecsaptak Price előőrseivel a Macpelah temető sírkövei között, a várostól délre. Az uniós cél valójában időnyerés volt, hogy Mulligan maradék erői befejezhessék az erődítési munkákat. Price tüzérsége állást foglalt, és a támadók egyre növekvő létszámú részvételével kivetették állásaikból a hat századnyi unióst és visszakényszerítették őket sáncaik biztonságába. 
Price a Guibor és a Bledsoe ütegekkel lövetni kezdte a kollégium körüli állásokat. Három uniós löveg felelt tüzükre és végül el is találták a Guibor üteg egyik lövegének lőszerszekrényét. A két és fél órás tüzérségi összecsapás elfogyasztotta a Missouri State Guard lőszerkészletét, mivel a hadtáptrén jó része Osceolában maradt. Ez a tény, párosulva az uniós sáncok impozáns méretével a további tüzérségi összecsapást haszontalanná tette.
Mivel erői beszorították az uniósokat Lexingtonba, Price úgy döntött, hogy megvárja lőszeres szekereit, és más felszerelésének beérkezését, mielőtt rohamot indít. „Nem szükséges a fiúkat megöletni, a türelem meg fogja teremni azt, amire áhítozunk”, mondta. Ennek megfelelően visszavonta gyalogságát a megyei vásártér határába.
Szeptember 18-ára Price lehatározta az újabb rohamot. A Missouri State Guard az unió tüzérségének csapásai közepette előrenyomult és egyre beljebb szorította az uniósokat állásaikba. A déli ágyúk Mulligan lövegeit támadták és kilenc órányi bombázás után hevített lövedékekkel sikerült felgyújtani a kollégiumot és más északi állásokat, annak ellenére, hogy Mulligan egy ifjat pontosan abból a célból küldött fel a kollégium padlására, hogy eltávolítsa a beeső lövedékeket, mielőtt tüzet okozhatnának az épületben.

## Az Anderson ház

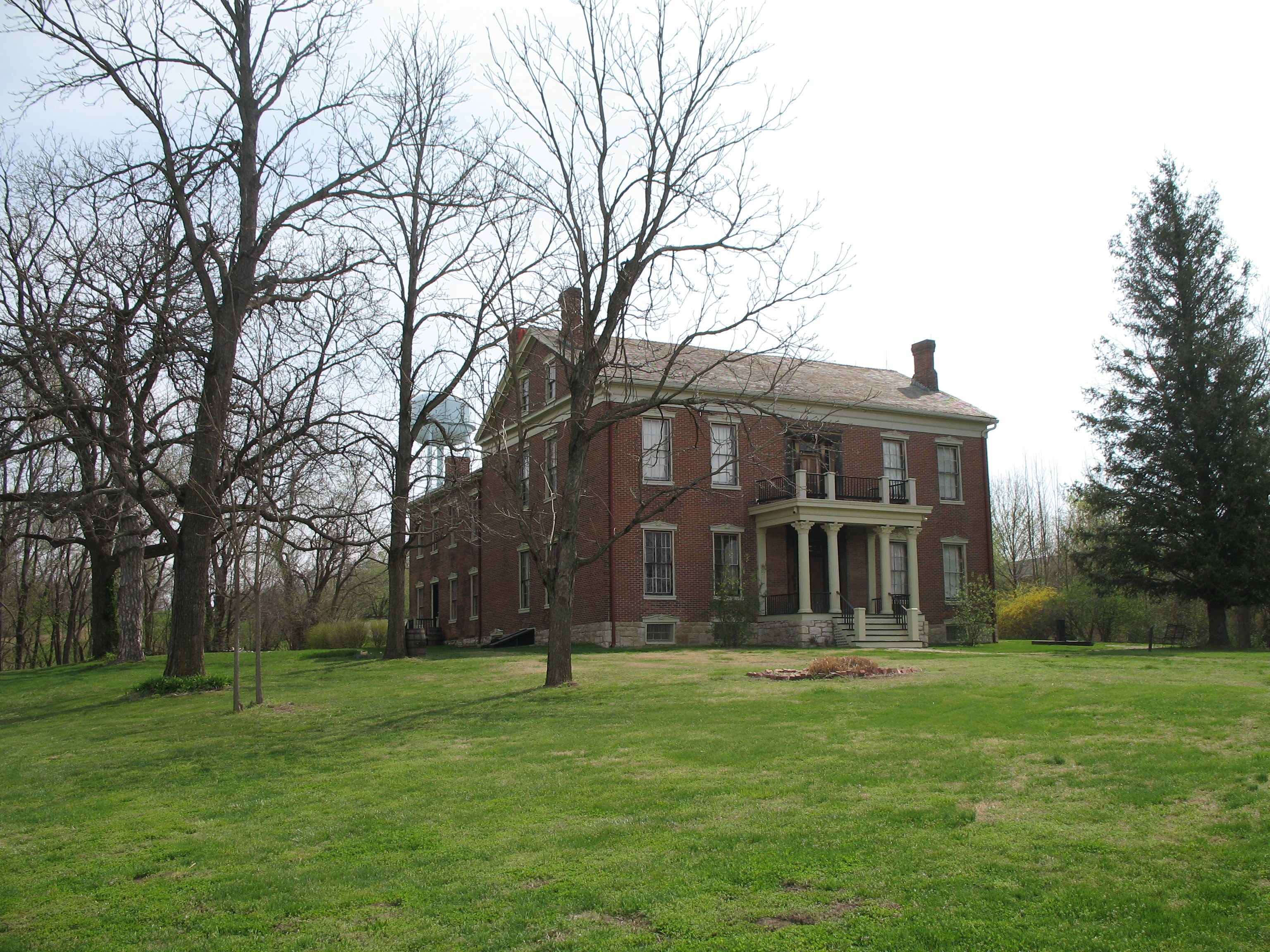
Az Anderson Ház, melyben az Uniós kórházat rendezték be. Az ütközet folyamán konföderációs katonák támadták meg.

Az egyik helyi újság által egykor a „St. Louis-tól nyugatra a legnagyobb és legjobban felszerelt lakóház”-ként jellemzett Anderson ház három emeletes görög neoklasszicista épület volt. Oliver Anderson, a sikeres lexingtoni iparvállalkozó tulajdonában állt, akit 1861. júliusa folyamán családjával együtt kilakoltattak, mert Mulligan ezredes ki akarta használni erősségét és itt rendezte be a szövetségiek tábori kórházát. Az ütközet elején már száznál is több sebesült és beteg katona foglalta el. A kezelésre szorulókat Dr. Cooley látta el, míg a lelki támogatást Butler atya, a 23. illinois-i gyalogezred káplánja szolgáltatta.
Stratégiai helyzeténél fogva Thomas A. Harris dandártábornok, a Missouri State Guard 2. hadosztályának parancsnoka szeptember 18-án elrendelte a ház elfoglalását. Mulligan ezt a hadijog döbbenetes megszegésének tartotta és minden áron az épület visszaszerzésére törekedett. Két századnyi illinois-i gyalogos és lovassági önkéntesek indultak rohamra és súlyos veszteségek árán visszafoglalták az épületet. Ekkor történt az ütközet legvitatottabb incidense. Az uniós csapatok a hallban levő nagy lépcső aljában kivégeztek három, magát már megadott milicistát. A déliek azt emelik ki, hogy a fegyvert letevőket hadifogolyként kellett volna kezelni. Ezzel szemben a szövetségiek saját súlyos veszteségeiken felbőszülve azt vetették a foglyok szemére, hogy a hadijogot megsértve támadták meg a kórházat. Valamivel később Harris csapatai másodszor is megrohamozták és ezúttal végleg a birtokukba kerítették. Az Anderson ház súlyos károkat szenvedett a becsapódó ágyú- és puskagolyóktól, melyek máig látható üregeket vájtak a falakba kívülről és belülről is. Az épület ma múzeumként funkcionál.

## Készülődés a végső támadásra

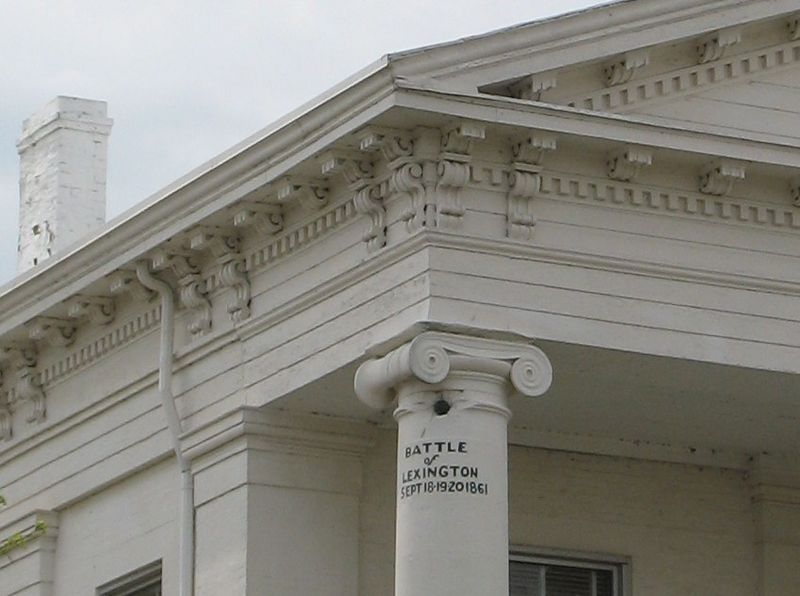
Lafayette County, a lexingtoni bíróság épületével, melynek oszlopába még mindig be van fúródva egy ágyúgolyó.

Szeptember 19-én a Missouri State Guard megszilárdította állásait, miközben az uniós sáncokat állandó tűz alatt tartotta és felkészült az utolsó támadásra. A védők egyik nagy gondja a hőség és az állandó vízhiány volt. Az uniós területen levő kutak kiszáradtak és a közeli forrást a milícia puskatüze elérte, így az inni próbálókat le tudták teríteni. Remélve, hogy nőket nem lőnek le Mulligan egy asszonyt küldött ki vizet hozni a forrástól és Price katonái valóban nem is lőttek rá, de az a pár kulacs, melyet megtöltött édeskevés volt a katonáknak. Ez az apró gesztus nem oldotta meg az uniós helyőrség nőttön növő szomjúságának problémáját, mely végül hozzájárult a megadáshoz.
Price főhadiszállását Main Street 926 alatti banképületben rendezte meg, mely a Lafayette megyei bíróság épületével átellenben állt. Price az ütközetet a második emeleti szobájából irányította. Szeptember 19-én a valószínűleg Hiram Bledsoe százados irányította uniós löveg eltalálta az épületet, kb. 100 méterre Price szobájától. A lövedék idővel kiesett az eltalált oszlopból és egy gyűjtő birtokába került, aki évtizedekkel később tanúsítványával ellátva a megye hivatalnokainak adta, akik beolvasztották a golyót és egy kétlábnyi hosszú vasrudat formáltak belőle, melyet elhelyeztek az oszlop belsejében.
Szeptember 19-e estéjén Harris 2. hadosztályába tartozó katonák kenderbálákból kezdtek fedezékként építeni, melyet egy közeli raktárból szereztek. Harris terve szerint másnap a bálákat mozgó fedezékként az emelkedőn felgurítva olyan közel tudnak jutni az északiakhoz, hogy megindíthassák a végső rohamot. A bálák vonala az uniós állásoktól nyugatra, az Anderson ház közeléből indult el és kb. 200 métert hosszan húzódott észak felé. A bálákat éjszaka addig öntözték vízzel, hogy az uniós ágyúk még hevített lövedékekkel se tudják felgyújtani őket.

## A bálafedezék bevetése
Szeptember 20-án kora reggel Harris katonái lassan előregörgették mozgó fedezéküket. Látva az eredményt a milícia más egységei is segítségükre siettek és elfoglalták helyüket a bálák mögött. Az uniós állásokra zúduló tűz nőni kezdett. Az uniós ágyú vörösre hevült lövedékekkel próbálták felgyújtani a veszélyes bálákat, de az éjszakai beáztatás a Missouri folyóba és az öntözés megtette hatását: az ágyúgolyók nem tudtak kárt tenni a fedezékben, mely jelentős ijedtséget okozott az amúgy is elcsigázott északiak körében. Kora délutánra a bálák a kívánt helyre értek a kézitusát kierőszakoló végső roham megindításához. Eddigre Mulligan és legtöbb tisztje már megsebesült a rájuk zúduló golyózáporban és érezték, hogy nem sok van hátra számukra. Mulligan a megadás feltételeit kérte, majd délután 2 órakor katonái elhagyták állásaikat és letették fegyvereiket.
Jefferson Davis konföderációs elnök The Rise and Fall of the Confederate Government c. memoárjában úgy vélte, hogy „A bálák fortélyos felhasználása briliáns ötlet volt, összehasonlítható Tárik szaracén hadvezér ötletéhez hasonló, mellyel bevonult az örökkévalóságba, nevét adva Herkules oszlopai északi pillérének.”

## Veszteségek és következmények
A veszteségek alacsony volta azzal magyarázható, hogy az ütközetet jórészt mindkét fél védelmi állások mögé bújva vívta; Mulligan kitűnő sáncai és Harris ihletett, kenderbálás ötlete miatt élték túl sokan az összecsapást. Price hivatalos jelentése szerint a déli veszteség mindössze 25 halott, 72 sebesült volt. Beosztott tisztjei ütközet utáni jelentéseit tanulmányozva azonban összesen 80 halottat és 120 sebesültet számolhatunk össze, mely nem tartalmazza a civilek és azon milicisták számát, akik nem jelentkeztek a Missouri State Guard kötelékébe, hanem csak egyszerűen csatlakoztak a harcoló milicistákhoz. Az uniósok 39 halottat és 120 sebesültet vesztettek, csakhogy a túlélők kivétel nélkül fogságba estek.
A fegyvert letevő uniós katonáknak végig kellett hallgatniuk Claiborne Jackson kormányzó hozzájuk intézett beszédét, amiben megrótta őket, hogy hívás nélkül Missouri az állam területére léptek és háborút indítottak polgárai ellen. Ezután Price vezérőrnagy kegyelemben részesítette őket és szabadon távozhattak, amennyiben becsületszavukat adták, hogy nem fognak többet harcolni. Mulligan a kegyelmet és annak ígéretét, hogy nem fog többet a Missouri State Guard ellen hadakozni visszautasította. Price-t azonban lenyűgözte az ezredes viselkedése és az ütKözet folyamán, valamint azt követően mutatott magatartása, hogy felajánlotta neki saját lovát és bricskáját, és biztonságban visszakísértette az uniós a legközelebbi uniós egységig. Mulligan 1864. július 24-én halálosan megsebesült a virginiai Winchester közelében vívott második kernstowni ütközetben.
Az első lexingtoni ütközet áldozatai között találhatjuk Benjamin W. Grover alezredest, a 27. missouri lovas gyalogság parancsnokát, akit combon talált egy puskagolyó és 1861. október 31-én belehalt sebébe.
A lexingtoni fegyverletételt követően Frémont és Price fogolycserében állapodott meg. A polgárháború elején a szokásos eljárás az volt, hogy a foglyokat szabadon bocsátották, amennyiben szavukat adták, hogy nem vesznek részt a további harcokban. A Camp Jackson incidens után kegyelmet kapott déliek penitenciáját Mulligan katonái egy részének esküjére cserélték ki, vagyis mindkét oldal lemondott a becsületszóra megígértek számonkérésében, tehát az ott elvesztett „foglyok” visszatérhettek bajtársaik közé harcolni. Ez a tisztek esetében jól működött, mert őket megnevezte a megállapodás de az uniós legénységi állomány legtöbb tagját nem. Utóbbiak közül sokakat a fogolycsere teljes lefolytatása nélkül visszavezényeltek katonai szolgálatba és más hadszíntereken vetették be őket. Többek később újra déli fogságba estek Shiloh-nál és miután felismerték őket, ezeket a katonákat kivégezték a megszegett eskü következtében.

## További irodalom
- The Battle of Lexington, 1861 - RECOLLECTIONS OF PARTICIPANTS, OFFICIAL RECORDS, MAPS AND CUTS. [archivált változat]. Lexington, Mo.: Lexington Historical Society, The Intelligencer Printing Company (1903). Hozzáférés ideje: 2015. május 22.

A Harpers Weekly magazinból:
- "The Battle of Lexington, Missouri, from sketches by a Western correspondent"
- "Charge of the Irish Regiment over the Breast-Works at Lexington, Missouri"
- "Portrait of Colonel Mulligan"
- "The Rebel Ex-Governor Jackson, of Missouri, addressing Colonel Mulligan's troops after the surrender at Lexington"

## Fordítás
- Ez a szócikk részben vagy egészben  a   First Battle of Lexington című angol Wikipédia-szócikk ezen változatának fordításán alapul.  Az eredeti cikk szerkesztőit annak laptörténete sorolja fel. Ez a jelzés csupán a megfogalmazás eredetét és a szerzői jogokat jelzi, nem szolgál a cikkben szereplő információk forrásmegjelöléseként.